# Marathon Rotterdam 1984
De Marathon Rotterdam 1984 werd gelopen op zaterdag 14 april 1984. Het was de vierde editie van deze marathon.
Bij de mannen zegevierde de Tanzaniaan Gidamis Shahanga in 2:11.12. De Nederlandse Carla Beurskens was de sterkste bij de vrouwen in 2:34.56.
In totaal finishten 750 marathonlopers.

## Uitslagen

### Mannen
| rang   | naam              | land | tijd    |
| ------ | ----------------- | ---- | ------- |
| Goud   | Gidamis Shahanga  | TAN  | 2:11.12 |
| Zilver | Zackariah Barie   | TAN  | 2:11.47 |
| Brons  | Martti Vainio     | FIN  | 2:13.05 |
| 4      | Agapius Masong    | TAN  | 2:14.09 |
| 5      | Armand Parmentier | BEL  | 2:14.16 |
| 6      | Marc De Blander   | BEL  | 2:14.32 |
| 7      | Hakan Spik        | FIN  | 2:15.16 |
| 8      | Ryszard Marczak   | POL  | 2:15.19 |
| 9      | Anton Eleuterio   | ESP  | 2:15.34 |
| 10     | Jorma Sippola     | FIN  | 2:17.22 |
| 11     | Alexandru Chiran  | ROU  | 2:19.10 |
| 12     | Kauko Sorasalmi   | FIN  | 2:20.00 |
| 13     | Mehmet Terzi      | TUR  | 2:20.05 |
| 14     | Roald van Oddmund | NOR  | 2:20.45 |
| 15     | Svend Ulsen       | NOR  | 2:21.03 |
| 16     | Gerrit van Essen  | NED  | 2:21.51 |
| 17     | Joseph Perske     | GER  | 2:23.09 |
| 18     | Juna Pirtisalo    | FIN  | 2:24.10 |
| 19     | Jan Stenson       | SWE  | 2:25.17 |
| 20     | Piet van Alphen   | NED  | 2:25.56 |

### Vrouwen
| rang   | naam                   | land | tijd    |
| ------ | ---------------------- | ---- | ------- |
| Goud   | Carla Beurskens        | NED  | 2:34.56 |
| Zilver | Sinikka Keskitalo      | FIN  | 2:36.14 |
| Brons  | Evy Palm               | SWE  | 2:38.59 |
| 4      | Sirkku Kumpulainen     | FIN  | 2:42.20 |
| 5      | Sinikka Kiippa         | FIN  | 2:42.23 |
| 6      | Zahava Shmueli         | ISR  | 2:43.00 |
| 7      | Anu Lemetti            | FIN  | 2:44.41 |
| 8      | Henriette Fina         | AUT  | 2:46.50 |
| 9      | Maija Vuorinen         | FIN  | 2:49.04 |
| 10     | Marja-liisa Vähä-ypäjä | FIN  | 2:52.56 |

1981 ·
1982 ·
1983 ·
1984 ·
1985 ·
1986 ·
1987 ·
1988 ·
1989 ·
1990 ·
1991 ·
1992 ·
1993 ·
1994 ·
1995 ·
1996 ·
1997 ·
1998 ·
1999 ·
2000 ·
2001 ·
2002 ·
2003 ·
2004 ·
2005 ·
2006 ·
2007 ·
2008 ·
2009 ·
2010 ·
2011 ·
2012 ·
2013 ·
2014 ·
2015 ·
2016 ·
2017 ·
2018 ·
2019 ·
2020 ·
2021 ·
2022 ·
2023 ·
2024